# Landeskirchenamt München

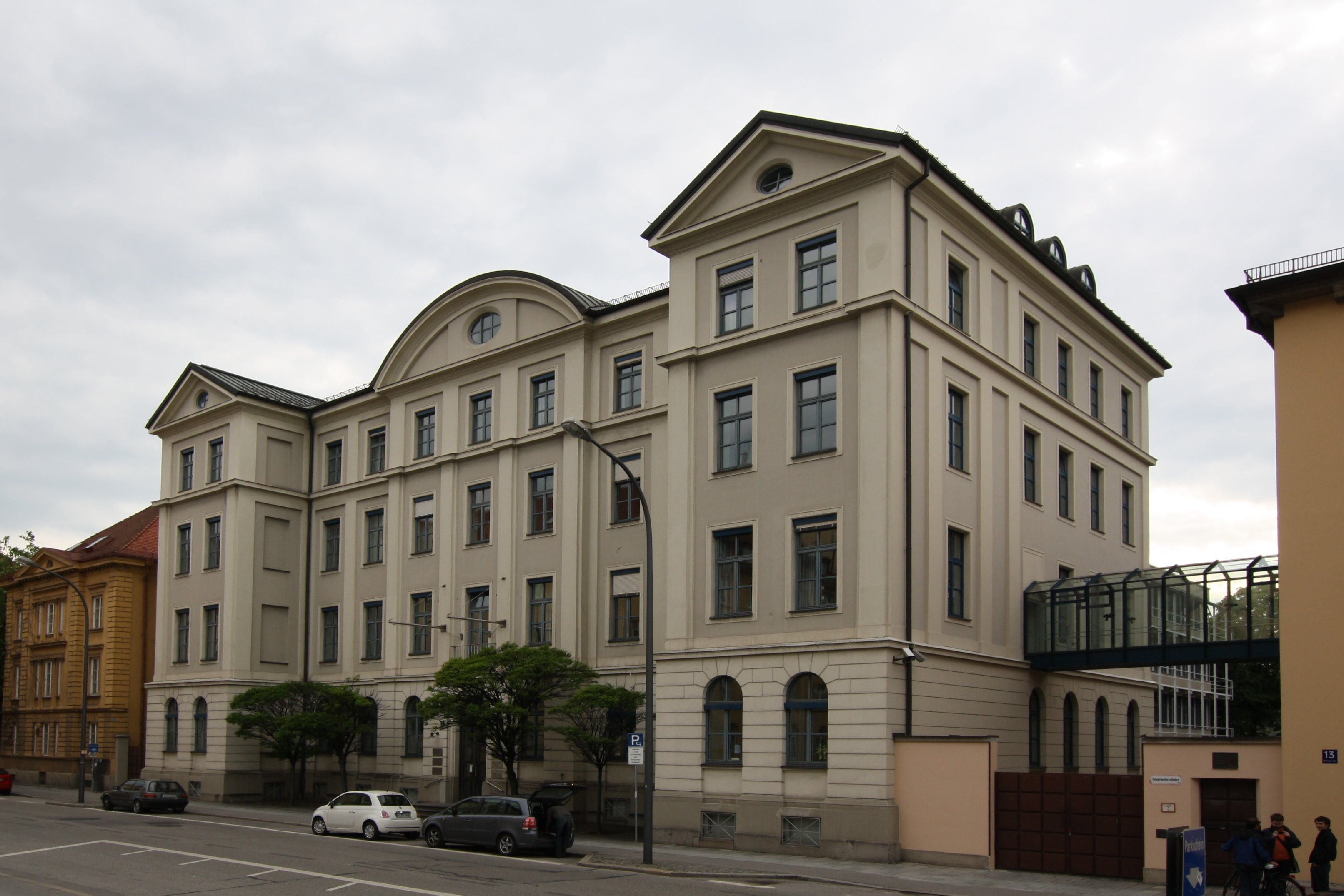
Landeskirchenamt München, Katharina-von-Bora-Straße 11

Das Landeskirchenamt München ist die oberste Dienstbehörde (in anderen Landeskirchen „Konsistorium“ genannt) der Evangelisch-Lutherischen Kirche in Bayern.
Die kirchliche Behörde befindet sich im Kunstareal München (Maxvorstadt) in der Katharina-von-Bora-Straße (bis 2010 Meiserstraße nach dem ehemaligen Landesbischof und Leiter des Landeskirchenamtes Hans Meiser) mit einzelnen ausgelagerten Referaten in der Karlstraße. Sie ist für die Verwaltung der bayerischen Landeskirche zuständig.
Das Landeskirchenamt in München ist der Amtssitz des bayerischen Landesbischofs, des Vorsitzenden des Landeskirchenrates, welcher sich wiederum aus den Leitern der Abteilungen des Landeskirchenamtes und den Regionalbischöfen der Landeskirche zusammensetzt. Der Landeskirchenrat tagt monatlich in Vollsitzungen im Landeskirchenamt.

Das Landeskirchenamt gibt das Amtsblatt für die Evangelisch-Lutherische Kirche in Bayern als das amtliche Verkündigungsblatt der bayerischen Landeskirche heraus.

## Organisation
Das Landeskirchenamt gliedert sich in sieben Abteilungen, die in Referate unterteilt sind. 
- Abteilung A: Leitung, Recht und Services (Nikolaus Blum, Leiter des Landeskirchenamts)
- Abteilung B: Finanzen (Patrick de La Lanne[5])
- Abteilung C: Ökumene und Kirchliches Leben (Michael Martin)
- Abteilung D: Gesellschaftsbezogene Dienste (Stefan Blumtritt)
- Abteilung E: Gemeinde (Florian Baier[6])
- Abteilung F: Personal (Stefan Reimers)
- Bereich I: Informationstechnik
- Abteilung MAV (Mitarbeitervertretung)

Als eigenständige Behörde agiert das Rechnungsprüfungsamt.
Das Referat Presse, Öffentlichkeitsarbeit/Publizistik (P.Ö.P.) ist dem Büro des Landesbischofs zugeordnet.

## Gebäude

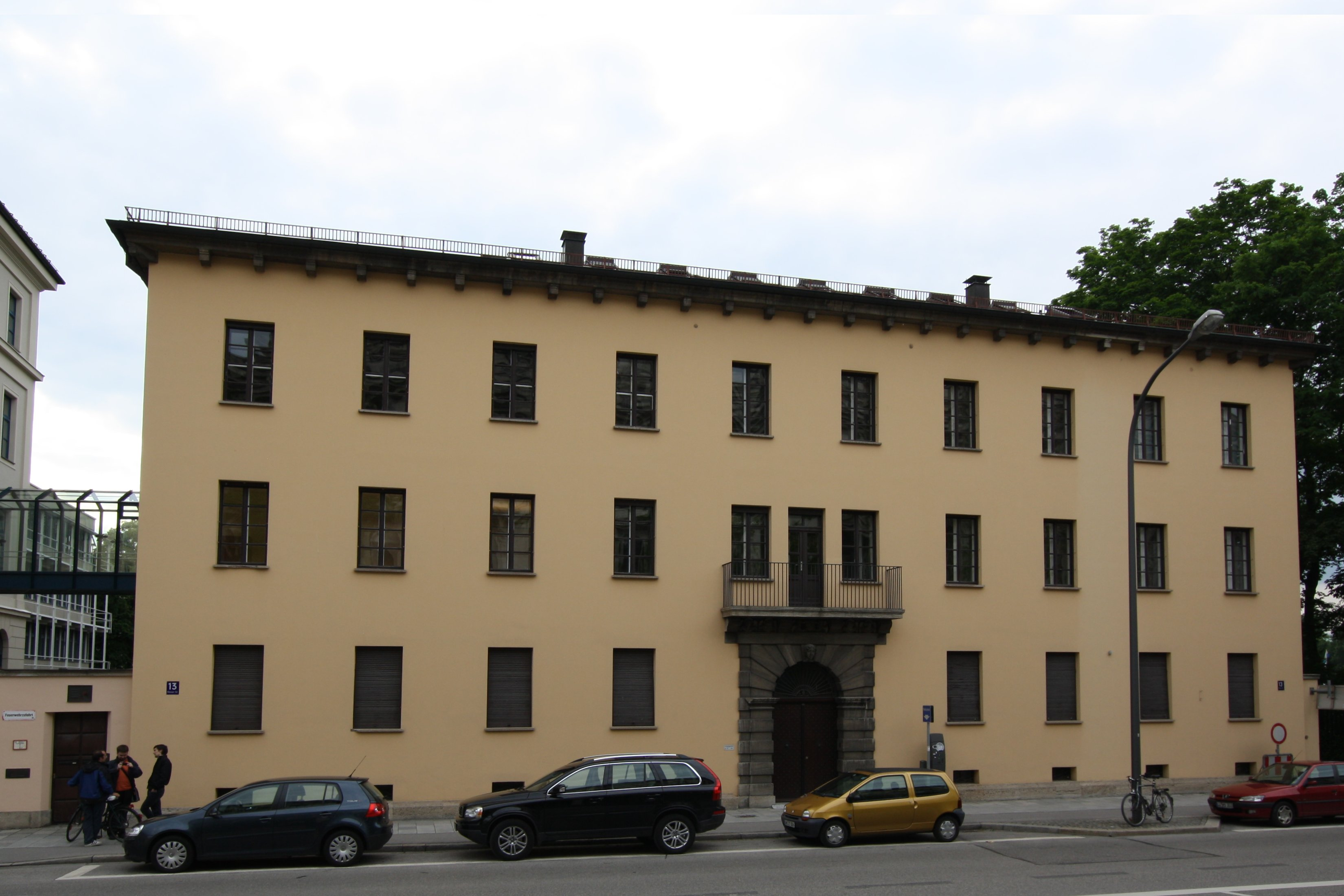
Katharina-von-Bora-Straße 13

Das Dienstgebäude des Landeskirchenamts München besteht aus den Gebäuden Katharina-von-Bora-Straße 7, 9, 11 und 13, die um ein weiteres Gebäude im Innenhof ergänzt werden.
Der Architekt Oswald Bieber errichtete zusammen mit Karl Stöhr 1928 bis 1929 das heute denkmalgeschützte Verwaltungsgebäude Katharina-von-Bora-Straße 13 in Form eines italianisierenden Palazzo.

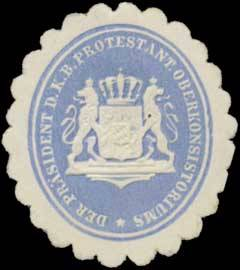
Königlich Bayerisches Protestantisches Oberkonsistorium - Siegelmarke

## Geschichte
1920 wurde die Evangelisch-Lutherische Kirche in Bayern rechts des Rheins per kirchenrechtlicher Verfassung etabliert und hatte ihren Sitz ab 1928 in der Arcisstraße 13. Nachdem Protestanten in der bayrischen Pfalz 1817 in einem Referendum mehrheitlich für eine Bekenntnisunion gestimmt hatten, gliederte sich die protestantische Kirchenverwaltung in Bayern in zwei Bereiche für unierte Pfälzer einerseits und andererseits lutherische sowie reformierte Bayern rechts des Rheins. Beide letztere unterstanden bis zu ihrer organisatorischen Trennung 1920 dem Protestantischen Oberkonsistorium in München, aus dem das Landeskirchenamt hervorging.